# فلاديمير ستيكلوف
فلاديمير أندرييفيتش ستيكلوف هو عالم رياضيات روسي/سوفييتي وعالم ميكانيك وعالم فيزياء.